# Victor Fedorovich Bokov
Victor Fedorovich Bokov (tiếng Nga: Ви́ктор Фёдорович Бо́ков, 6 tháng 9 năm 1914 – 15 tháng 10 năm 2009) – nhà thơ, nhà văn Nga và Xô Viết.

## Tiểu sử
Victor Bokov sinh ở làng Yazvitsy, tỉnh Vladimir (nay thuộc tỉnh Moskva) trong một gia đình nông dân. Học trung cấp sư phạm, từng làm thợ tiện, kỹ sư chăn nuôi và phục vụ trong quân đội. Năm 1938 tốt nghiệp trường viết văn M. Gorky. Năm 1942 nhập ngũ nhưng chỉ được mấy tháng thì bị bắt giam vì tội "tuyên truyền" và bị cho đi cải tạo ở Siberi đến năm 1947.
Victor Bokov in những bài thơ đầu tiên từ năm 1930 ở báo Вперед. Năm 1935 in thơ ở các tạp chí Колхозные ребята, Дружные ребята. Thơ ông tiếp tục truyền thống thơ của Koltsov, Nekrasov, Yesenin, Klyuev, Tvardovssky, Isakovsky – nhưng trước hết là mang đậm phong cách của thơ ca dân gian Nga. Bokov là Hội viên Hội Nhà văn Liên Xô từ năm 1941. Từ năm 1985 ông là thành viên của Ban thư ký Hội Nhà văn, thành viên Hội đồng kiểm duyệt (1986 – 1991), thành viên Ban biên tập báo Nước Nga văn học (Литературная Россия). Từ năm 1994 ông là thành viên của Hội đồng sáng tác Hội Nhà văn Nga. Ông được tặng thưởng nhiều huân, huy chương của Nhà nước Liên bang Nga.
Victor Bokov mất ở Moskva năm 2009, hưởng thọ 95 tuổi.

## Tác phẩm
- Яр-Хмель: стихи.- М.: Молодая гвардия, 1958. — 208 с.: ил.
- За́струги: стихи.- М.: Сов. писатель, 1958. — 287 с.: ил.
- Над рекой Истермой:: Записки поэта: Книга прозаических миниатюр.- М.: Сов. писатель, 1960. — 208 с.: ил. — То же. — М.: Сов. писатель, 1963. — 207 с.: ил., портр.
- Весна Викторовна: книга стихов.- М.: Молодая гвардия, 1961. — 303 с.
- Ветер в ладонях: новая книга стихов.- М.: Сов. писатель, 1962. — 288 с.: портр. на суперобл.
- Лирика.- М.: Худож. лит., 1964. — 287 с.
- Лирика. — М.: Правда, 1964. — 32 с.
- На Дону: стихи. — Ростов н/Д: Кн. изд-во, 1965. — 20 с.
- У поля, у моря, у рек: стихи. — М.: Сов. писатель, 1965. — 155 с.: ил.
- Избранная лирика. — М.: Молодая гвардия, 1966. — 32 с.
- Лето-мята: стихи. — М.: Сов. Россия, 1966. — 214 с.: ил.
- Алевтина: новая книга стихов.- М.: Сов. писатель, 1968. — 159 с.
- Свирь: поэма и стихи.- М.: Моск. рабочий, 1968. — 96 с.: портр.
- Избранное.- М.: Худож. лит., 1970. — 479 с.: ил., портр.
- Когда светало: новая книга стихов.- М.: Современник, 1972. — 127 с.: ил., портр.
- Стихотворения и песни.- М.: Худож. лит., 1973. — 222 с.: портр.
- Избранные произведения: в 2-х т. — М.: Худож. лит., 1975. Т. 1. Стихотворения. — 270 с.: портр. Т. 2. Стихотворения. Песни. Над рекой Истермой: записки поэта. — 334 с.
- Три травы: новая книга стихов.- М.: Сов. писатель, 1975. — 302 с.: ил.
- В трех шагах от соловья: новая книга стихов.- М.: Молодая гвардия, 1977. — 32 с.: ил., портр.
- Лирика.- М.: Правда, 1977. — 160 с.
- Луговая рань: избранные стихи.- Грозный: Чеч.-Инг. кн. изд-во, 1978. — 256 с.: ил.
- Ельничек-березничек: стихи.- М.: Современник, 1981. — 319 с.: 11 л. ил.
- Стихотворения.- М.: Сов. Россия, 1982. — 208 с.
- Собрание сочинений: в 3 т.- М.: Худож. лит., 1983—1984. Т. 1. Стихотворения. — 607 с.: ил. Т. 2. Стихотворения. — 655 с. Т. 3. Песни. Поэмы. Над рекой Истермой: записки поэта. — 462 с.
- Стежки-дорожки: новая книга стихов.- М.: Сов. писатель, 1985. — 191 с.: ил.
- Про тех, кто летает: стихи.- М.: Дет. лит., 1986. — 24 с.
- Весенние звоны: новая книга стихов.- М.: Моск. рабочий, 1989. — 237 с.
- День за днем: стихотворения.- М.: Молодая гвардия, 1991. — 158 с.
- Стою на своем!: стихи.- М.: Сов. писатель, 1992. — 272 с.: фото.
- Около дома: стихотворения.- М.: РБП, 1993. — 7 с.
- Любовь моя Россия!.- М.: Эллис Лак, 1994. — 208 с.
- В гостях у жаворонка: новая книга стихов.- Грозный: Чеч. госиздат, 1994. — 150 с.
- Боковская осень: стихи.- М.: Совр. писатель, 1996. — 320 с.: фото.
- Россия в сердце не случайна: литературное приложение.- Ставрополь: изд-во СКИПКРО, 1997. — 190 с.
- Травушка-муравушка: новая книга стихов.- Оренбург: ДИМУР, 1997. — 260 с.: ил.
- Жизнь — радость моя: избранное.- М.: Эллис Лак, 1998. — 672 с.: фото.
- Стихи из Переделкино. — М.: Сов. писатель, 1999. — 240 с.
- Чистый четверг: стихи, песни.- М.: ЭКСМО-Пресс, 2001. — 384 с.: ил.
- Амплитуда: книга стихов.- М.: Раритет, 2002. — 349 с.
- Повечерье: новая книга лирики.- М.: Эллис Лак, 2002. — 479 с.: ил.
- Лик Любви: избранное.- М.: НП «Закон и Порядок», 2004. — 415 с..

## Một số bài thơ
| Những động từ của em Anh rất yêu những động từ của em "Anh đừng đợi", "đừng khóc", "em không đến". Anh thấy yêu những bàn tay của em Những bàn tay bắt bóng. Anh thấy yêu mỗi khi em cười Môi mở to – tuyết trong cửa miệng Khi bỗng nhiên em bước vào trò chơi Môn bóng chuyền hoặc là môn bóng ném. Anh thấy yêu vẻ lấp lánh gót chân Yêu dáng vẻ của bé con tinh nghịch Yêu ngọn gió thổi làm bay mớ tóc Buông lòa xòa trên vầng trán của em. Anh sẽ không làm chủ với em đâu Không mùa hè, chẳng mùa đông băng giá Chỉ giá mà có em khắp mọi ngả Chỉ giá được em hát ở mạn tàu. Chỉ giá có em vui vẻ đùa chơi Để mái tóc trên mạn tàu buông thõng Để giống như mặt trời con chiếu sáng Cho anh, cho tất cả, và chẳng cho ai! TƯỞNG NHỚ ESENIN Trên nghĩa địa Vagankovsky mùa thu và đất vàng Bầu trời chia hai – màu xanh và xám Tiếng xẻng cuốc nhưng đất không thành hoang Mẹ hiền có nghe tiếng nhạc đời sống động. Những người đang sống ra mộ nhà thơ Với nỗi buồn và với niềm khoái chá Anh là Hy vọng, Sự thăng hoa của nước Nga Bởi anh đủ sức làm điều bất tử. Anh là ai? Thần thánh hay kẻ vô thần? Thiên thần hay thổ phỉ? Sao anh vẫn làm rung động con tim Mọi con người trong thời nguyên tử? Tất cả bậc thang của sự vinh quang Cấp bậc và bảng hàm Trước một danh hiệu giản đơn: Anh – linh hồn của người trần thế! Trong anh đã từng có tất cả Sự ngang tàng, vẻ tĩnh lặng, nhún nhường Chỉ sông Volga đánh giá sự ngang tàng như thế Có phải vậy chăng mà mỗi bài thơ Như sự thừa nhận của chú bê - Ta yêu loài hoa cỏ! Ánh hoàng hôn và cánh đồng tuyết trắng - Hãy thay lời! – chúng lặng lẽ cầu xin Có phải thế mà anh giữ vẻ hờn ghen Mỗi lời Nga bằng bình minh chiếu sáng. Giờ vinh quang đã điểm cho thiên tài Anh xứng với điều này, con họa mi đồng ruộng. Ngôi mộ này, con đường dài vô tận Tôi quỳ lên để những giọt lệ rơi! Bản dịch của Nguyễn Viết Thắng | Я люблю твои глаголы Я люблю твои глаголы: "Не приду", "Не жди", "Не плачь". Я люблю твои ладони, Принимающие мяч. Я люблю, как ты смеешься: Губы настежь - снег во рту. Как ты вдруг играть берешься В волейбол или в лапту. Я люблю сверканье пяток, Твой мальчишеский галоп, Своевольный ветер прядок, Ниспадающих на лоб. Я тобой владеть не буду Ни по лету, ни к зиме, Только б ты была повсюду, Только б пела на корме. Только б весело шутила, Свесив косу за корму, И, как солнышко, светила Мне, и всем, и никому! ПАМЯТИ ЕСЕНИНА На Ваганьковском кладбище осень и охра, Небо - серый свинец пополам с синевой. Там лопаты стучат, но земля не оглохла - Слышит, матушка, музыку жизни живой. А живые идут на могилу Есенина, Отдавая ему и восторг и печаль. Он - Надежда. Он - Русь. Он - ее Вознесение. Потому и бессмертье ему по плечам. Кто он? Бог иль безбожник? Разбойник иль ангел? Чем он трогает сердце В наш атомный век? Что все лестницы славы, Ранжиры и ранги Перед званьем простым: Он - душа-человек! Все в нем было - И буйство, и тишь, и смиренье. Только Волга оценит такую гульбу! Не поэтому ль каждое стихотворенье, Как телок, признавалось: - Я травы люблю! И снега, и закаты, и рощи, и нивы Тихо, нежно просили: - От нас говори!- Не поэтому ль так охранял он ревниво Слово русское наше, светившее светом зари. Слава гению час незакатный пробила, Он достоин ее, полевой соловей. Дорога бесконечно нам эта могила, Я стою на коленях и плачу над ней! |